# Lutjanus maxweberi
Lutjanus maxweberi is een straalvinnige vis uit de familie van de snappers (Lutjanidae) en behoort derhalve tot de orde van baarsachtigen (Perciformes). De vis kan een lengte bereiken van 15 cm. 

## Leefomgeving
Lutjanus maxweberi komt voor in zoet en brak water. De vis prefereert een tropisch klimaat. Het verspreidingsgebied beperkt zich tot Azië.

## Relatie tot de mens
Lutjanus maxweberi In de hengelsport wordt er weinig op de vis gejaagd. 